# 黄山区
黄山区，是中國安徽省黄山市下辖的一个市辖区。主体原名太平县。面积1669平方公里，常住总人口約15万。区人民政府驻地为甘棠镇。

## 历史
主体为原太平县，始建於唐天寶十一年。1983年划徽州地区太平县、石台县部分、歙县黄山乡及黄山风景区管理局成立省辖县级黄山市，1985年由徽州地区代管，1987年徽州地区更名为地级黄山市（市府驻原屯溪市），县级黄山市遂整县撤销为黄山市黄山区。著名的风景名胜黄山就位于黄山区境内，但由市直辖。

## 人口
根据(安徽省)黄山市第七次全国人口普查公报显示：黄山区常住人口为146942人，男性人口占比52.17%，女性人口占比47.83%，年龄结构中0-14岁占比13%，15-59岁占比63.1%，60岁以上占比23.9%，65岁以上占比18.05%。

## 行政区划
黄山区下辖9个镇、5个乡：
甘棠镇、仙源镇、汤口镇、谭家桥镇、太平湖镇、焦村镇、耿城镇、三口镇、乌石镇、新明乡、龙门乡、新华乡、新丰乡、永丰乡和黄山风景区。